# Bromus guetrotii
Bromus guetrotii är en gräsart som beskrevs av Aimée Antoinette Camus. Bromus guetrotii ingår i släktet lostor, och familjen gräs. Inga underarter finns listade i Catalogue of Life.